# プロスタジアム
プロスタジアム（Pro Stadium）は、1995年12月8日に三洋電機から発売された、3DOでは初めての野球ゲームソフト。価格は5800円。当時の野球ゲームとしてはオーソドックスなつくりの2D視点によるものであった。球場内の看板の企業名が全て実名で登場したのはテレビゲームの野球ゲームでは本作が最初である。当時三洋電機はすでにオールスターゲームのスポンサーとしておなじみだったが、野球ゲームは本作1本きりとなっている。

## ゲーム内容について
- ゲームモードは1試合だけの「オープン」、試合数の選択も可能な「ペナント」、試合を観戦出来る「ウォッチ」、アクション要素が全く無くバントのサインや選手の交代だけ出来る「シミュレーション」、球数を指定し何本ホームランを打てるかを競う「ホームランレース」、自チームのみならず相手チームのスタメンオーダーを変えることが出来る「エディット」の合計6モードからなる。
- 選手グラフィックは、ハドソンの『パワーリーグ』シリーズよりも一回り大きく表示される。
- 「ペナント」の130試合制では、1995年のペナントレースの日程に沿って試合を進めるが、実際の試合カードと先攻・後攻が逆になっているというミスがある。
- 打球の処理に関しては、打球に合わせて画面がスクロールされるが打球の速度、野手の動きが任天堂のファミコンの『ベースボール』より遅いという問題が見られる。
- 対コンピュータ戦ではめったにホームランは打たれず、打たれるとしてもシングルヒットくらい。
- 何度も牽制球を投げると、勝手に飛び出してくれるので簡単にアウトをとる事が出来てしまう。
- 塁にでればどんな鈍足のピッチャーでも9割方盗塁が成功する（二盗のみ）。